# Vítek II. z Krumlova
Vítek II. z Krumlova zvaný také Vítek z Krumlova, Hluboké, ze Skalice a Ledenic (též často německy jako Witiko II. von Krumau, 1290 v Uhrách) byl český šlechtic z mocného jihočeského rodu pánů z Krumlova. Za vlády krále Václava II. sloužil jako purkrabí na hradě Hluboká, nejvyšší maršálek a podkomoří Českého království.

## Život
Narodil se jako syn Budivoje I. z Krumlova a jeho manželky Perchty z Falkenštejna. Měl bratry Voka a slavného Záviše z Falkenštejna.
Do vysokých královských úřadů se dostal  zřejmě okolo roku 1284 díky vlivu svého bratra Záviše, který byl královým otčímem. Počátkem roku 1289 Vítek již v podkomořské funkci nebyl, jeho dvorská kariéra úzce souvisela se vzestupem Závišovým a zanikla s jeho zatčením.
Na rozdíl od jiných zůstal Vítek bratrovi společně se švagrem Hroznatou věrný a na královu žádost o vydání královských hradů reagoval povstáním, kterého se zúčastnila velká část Vítkovců. Hlavním cílem jejich útoků byly statky pražského biskupa, jehož majitel biskup Tobiáš z Bechyně si stěžoval králi na Vítka z Krumlova a Hroznatovy syny, že vypálili Pelhřimov a totéž provedli společně s loupením i v Týnu nad Vltavou, kde v okolních vsích zajali vesničany a odvezli je do Budějovic. Vítek také zajal biskupova bratra Čeňka z Kamenice. Václav II. reagoval na vzniklou situaci soudem, který Vítka s bratry v nepřítomnosti odsoudil, prohlásil je psanci a zbavil majetků. Záviše nechal společně se svým nevlastním bratrem Mikulášem Opavským spoutaného objíždět zatím nevydané královské hrady. Vévoda Mikuláš hrozil vzbouřencům popravou zajatce, pokud hrady nebudou vydány. U Hluboké, hájené Vítkem z Krumlova, se svou pohrůžkou pohořel a Záviše zde nechal skutečně popravit. Vítek reagoval stětím Čeňka z Kamenice, bratra biskupa Tobiáše.
Zdá se, že potrestání vzbouřenců bylo po Závišově smrti patrně zažehnáno přímluvou Jindřicha z Rožmberka, který vyjednal podmínky smíru s panovníkem. Václav odsouhlasil na podzim 1290 vítkovský dar vyšebrodskému klášteru za spásu Závišovy duše, bratranci popraveného mohli zůstat na Krumlově a bratři Budivoj, Vok, Henclín a Vítek odešli hledat azyl. Vítek se údajně dle Otakara Štýrského snažil získat místo u dvora Rudolfa Habsburského ve Vídni, ale odtud byl vypovězen a odešel do Uherského království, kde zemřel.